# سپلوژان
شهر سپلوژان ، در بخش انترن در ایالت گروبوندان در کشور سوئیس واقع شده‌است، که ۴۰۰ نفر جمعیت دارد.